# Zoroastrierverfolgung
Als Zoroastrierverfolgung bezeichnet man eine systematische, gesellschaftliche und/oder staatliche Benachteiligung und existentielle Bedrohung von Menschen zoroastrischen Glaubens im Iran. Die bis zur islamischen Expansion im 7. Jahrhundert vorherrschende Religion des Iran hat heute –, nach Jahrhunderten der Unterdrückung und Auswanderung –, noch etwa 30.000 Gläubige, die in der Provinz Yazd, der Stadt Kerman und Teheran ansässig sind.

## Anfänge
Die Zoroastrierunterdrückung begann nach der arabischen Eroberung des Sassanidenreichs im heutigen Iran im 7. Jahrhundert und dem Übergang der dortigen Staatsreligion vom Zoroastrismus zum Islam. Die arabische Eroberung erstreckte sich über mehrere Jahrzehnte. Hormazdyar Mirza schreibt: 

„Die arabischen und muslimischen Eroberer und ihre Administratoren verfolgten die nicht-muslimischen und auch die nicht-arabischen muslimischen Untertanen grausam mit der ganzen Kraft ihrer Raserei und Gewalt; sie entzogen der unglücklichen Bevölkerung das Lebensnotwendigste und erpressten von ihr aus eigennützigen Motiven Geld zur persönlichen Bereicherung. Von einigen Oasenflecken abgesehen gab es für die unterworfenen Völker weder Gesetz noch Ordnung und Gerechtigkeit. Man kann sich die Lebensumstände der armen, hilflosen Zarathustrier, die mit zäher Entschlossenheit an ihrem alten Glauben festhielten und sich hartnäckig weigerten, den Islam anzunehmen, während dieser ganzen Jahrhunderte gut vorstellen.“

Die Konfiszierung des Eigentums von Feuertempeln im Gebiet des heutigen Bahrain und Irak mag neben religiösen auch wirtschaftliche Gründe gehabt haben. Die breite Masse der Iraner weigerte sich zunächst, zum Islam zu konvertieren. Das Konversionsinteresse der Eroberer scheint auch rasch nachgelassen zu haben, da die Nicht-Muslime die Kopfsteuer zahlen mussten, an deren Eintreibung den islamischen Gouverneuren schon aus persönlichen Gründen gelegen war. So wird von einer Gruppe von Zoroastriern aus Chorasan berichtet, die angeblich durch einen Wanderprediger zum Islam bekehrt worden waren, dann aber verhaftet und hingerichtet wurde, nachdem beim Gouverneur eine Beschwerde eingegangen war, dass die Konvertiten lediglich deshalb Muslime geworden seien, um Steuern zu sparen.
Da der Koran keine Informationen über die rechtliche Stellung der Zoroastrier als Schriftbesitzer enthält, war zunächst unklar, wie sie steuerlich einzuordnen waren. In der Zeit der Abbasiden erhielten die Zoroastrier einen Zwischenstatus zwischen den 'Heiden und Götzenverehrern' und den Schriftbesitzern. Sie mussten die Kopfsteuer bezahlen. Den Muslimen war es aber nicht erlaubt, eine Zoroastrierin zu heiraten, wohingegen keine Ehehindernisse gegen jüdische oder christliche Frauen bestanden. Die Zoroastrier erhielten erst dann den Dhimma-Status der Schutzbefohlenen wie die Christen und Juden, nachdem Zarathustra mit Abraham in Verbindung gebracht wurde, was die zoroastrische Religion zu einer abrahamitischen Religion machte, die in den Augen der Muslime eine gewisse Legitimität besaß.
Die systematische Benachteiligung und Vertreibung der Zoroastrier begann nach dem Auftreten der Bujiden um das Jahr 936. Mit der Islamisierung der Städte wurden die Zoroastrier in eigene Stadtviertel abgedrängt. Die zoroastrischen Feuertempel wurden zerstört, an ihrer Stelle Moscheen errichtet. Gewaltsame Konflikte zwischen Muslimen und Zoroastriern wurden aus Qom, Kazerun, Schiraz und Buchara berichtet, wobei es in Buchara zu regelrechten Straßenschlachten zwischen Zoroastriern und Muslimen gekommen sein muss. So bewarfen Zoroastrier Muslime mit Steinen, die auf dem Weg zur Moschee waren, was diese wiederum mit "Gegenangriffen" beantworten.
Schrittweise wurden Gesetze eingeführt, die die gesellschaftlichen und politischen Rechte der Zoroastrier einschränkten und ihre Möglichkeiten der gesellschaftlichen Teilhabe beschnitten. Muslimische Frauen durften nur Muslime heiraten, während muslimische Männer auch Töchter aus zoroastrischen Familien zur Frau nehmen konnten. Kinder aus diesen Mischehen waren automatisch Muslime. Öffentliche religiöse Veranstaltungen, die Muslime stören konnten, waren verboten. Der Bau nicht-islamischer Sakralgebäude wurde untersagt. Nicht-Muslimen wurde das Reiten auf Esel und Pferd zunächst mit einem Sattel und später vollständig untersagt. Nicht-muslimische Händler bezahlten höhere Einfuhrzölle und höhere Steuern als ihre muslimischen Konkurrenten. Zeugenaussagen von Zoroastriern zählten nur die Hälfte, bei Blutgeldregelungen erhielten Zoroastrier ein Fünftel des Betrages, den Muslime erhielten.

## Emigration nach Indien
Eine Gruppe der Zoroastrier emigrierte im 9./10. Jahrhundert von Iran nach Indien, um der weiteren Verfolgung zu entgehen. Dort nannte man die Migranten Parsen (d. h.: Perser). Erste Ansiedlungen sind im Gebiet Gujarat in Sanjan erfolgt. Asyl wurde gewährt, weil sie versprachen, nicht zu missionieren, sondern die Gesellschaft mit ihrem Wissen und Geschick anzureichern. Laut Volkszählung lebten im Jahre 2001 in Indien, vor allem in Mumbai, 69.601 Parsen.
Die Migration nach Sanjan wurde in einem eigenen Gründungsmythos der zoroastrischen Gemeinde in Indien, der Geschichte von Sanjan, festgehalten. Um ihre Religion bewahren zu können, hätten zoroastrische Priester und Gläubige Haus und Besitz aufgegeben und sind nach Kuhestan (heute: Süd-Chorasan) gezogen. Dort hätten sie sich für einen Zeitraum von 100 Jahren versteckt gehalten. Danach seien sie zur Zeit der Abbasiden über Hormus zu Schiff nach Indien begeben, sich mit Zustimmung des dortigen Herrschers, Jādi Rāna, niedergelassen und ein neues Feuerheiligtum, das Atasch Bahrām-Heiligtum, geweiht. Die Gründung dieses zentralen Feuerheiligtums (Irānshah) markiert die Konstituierung der indischen Zarathustragemeinde.

## Restriktion und Emanzipation im Iran
Die im Iran verbleibenden Zoroastrier kehrten zwischen dem 10.–13. Jahrhundert vom Zurvanismus zum Mazdaismus zurück, der in den Gathas beschrieben, direkt auf Zarathustra selbst zurückgeht. Der Mazdaismus blieb im Iran die einzige überlebende Form des Zoroastrismus. Viele iranische Feste bergen das zarathustrische Erbe in sich und werden noch heute im schiitischen Iran, teilweise in synkretistischer Form, gefeiert. Das bedeutendste dieser Feste ist das Frühlingsfest Nouruz.
"Anders als bei den Parsen ist die Erinnerung an die Diskriminierung seitens der muslimischen Bevölkerung ein zentraler Bestandteil der kulturellen Identität der iranischen Zarathustrier."

### Kadscharen (1796–1925)
Unter den Kadscharen-Schahs waren die Zoroastrier massiver Repression ausgesetzt. Eines der effizientesten Mittel der sozialen Repression war das Eintreiben der Kopfsteuer. Die Steuer wurde meist willkürlich und in unregelmäßiger Frequenz eingezogen. Da mehrere Zwischenglieder an der Steuer mit verdienen wollten, fiel der Endbetrag meist höher aus als die festgesetzte Summe. Eine Petition an Naser ad-Din Schah führte 1882 zur steuerlichen Gleichstellung und formellen Abschaffung der Kopfsteuer. Im Jahr 1898 erließ Mozaffar ad-Din Schah ein Dekret, das alle Benachteiligungen offiziell aufhob. Napier Malcolm beschreibt allerdings in seinem Buch über Iran, dass das Dekret völlig wirkungslos sei. So mussten die Zoroastrier weiter höhere Gebühren im Basar entrichten. Auf Muslime, die bei Zoroastriern einkauften, wurde Druck ausgeübt, die Geschäfte der 'Unreinen' in Zukunft zu meiden. An Zoroastrier wurde grundsätzlich kein Mehl verkauft. Geld, das Zarathustrier Muslimen geliehen hatten, wurde in nicht wenigen Fällen nicht zurückbezahlt.
Die Kontakte zwischen den nach Indien ausgewanderten Zoroastriern und den im Iran zurückgebliebene Heimatgemeinden waren nie abgerissen. Da die wirtschaftliche Not der iranischen Zoroastrier ständig zunahm, leisteten die zu Wohlstand gekommen indischen Parsen den Heimatgemeinden finanzielle Hilfe. Mitte des 19. Jahrhunderts kam die Idee auf, die im Iran verblieben Zoroastrier vollständig nach Bombay umzusiedeln, statt sie weiter unter "einem tyrannischen Regime zu belassen." Manekij berichtete im Jahr 1865, dass die Ernährung der Zoroastrier sehr eingeschränkt sei, und dass Reis, Fleisch und Gemüse nur selten auf den Tisch kämen.

#### Konstitutionelle Revolution (1906–1911)
Die Konstitutionelle Revolution im Iran wurde von Zoroastriern durch Geldspenden und Waffenschmuggel unterstützt. Die Auseinandersetzung um die Ausgestaltung der am 30. Dezember 1906 verabschiedeten Verfassung berührte auch die Frage der politischen Gleichstellung der religiösen Minderheiten. Das aktive und passive Wahlrecht war zunächst nur Muslimen zugestanden worden. Keikhosrow Shahrokh berichtet in seinen Erinnerungen, dass die muslimische Geistlichkeit mehrheitlich die Auffassung vertrat, dass nur Muslime im Parlament vertreten sein sollten, und dass Andersgläubige durch muslimische Geistliche mit vertreten würden. Dschamschid Bahman Dschamschidian (auch Arbab Dschamschid), der erste zoroastrische Abgeordnete im neu gewählten iranischen Parlament, soll Seyyed Abdullah Behbahani, einen der Wortführer der Konstitutionalisten aus der Gruppe der Geistlichkeit, bestochen haben, dass er sich öffentlich für die Rechte der Zoroastrier einsetzte. Dschamschidian konnte erreichen, dass die Zoroastrier einen Abgeordneten zugesprochen bekamen, den sie in einer eigenen Wahl bestimmen konnten. Die Juden und Christen, die ihren Anspruch auf eine eigene Vertretung im Parlament zunächst nicht verfolgt hatten, erhielten erst ab der zweiten Legislaturperiode einen Abgeordneten.
An der Unterdrückung der Zoroastrier sollten die Einführung einer Verfassung und eines Parlaments zunächst nichts ändern. In einem Bericht des britischen Vizekonsuls in Yazd an den britischen Botschafter im Iran werden mehrere Formen der Diskriminierung aufgelistet:
- Falsche Zeugenaussagen von Muslimen gegen Zoroastrier zu Gunsten von Mitgläubigen gelten als ehrenhaft unter Muslimen.
- Urteile ergehen grundsätzlich gegen Zoroastrier, wenn Muslime die Beklagten sind.
- Während ein Muslim straffrei ausgeht, wenn er einen Zoroastrier verprügelt, muss der Zoroastrier im umgekehrten Fall mit einem Aufstand gegen die gesamte Glaubensgemeinschaft rechnen.
- Leisten Zoroastrier Widerstand gegen Diskriminierung, müssen sie mit ihrer Ermordung rechnen.
- Ein Mord an einem Zoroastrier durch einen Muslim wird mit der Zahlung von Blutgeld gesühnt; eine weitere Strafe ist nicht vorgesehen. Ermordet ein Zoroastrier einen Muslim, wird er zum Tode verurteilt.

Obwohl in der iranischen Verfassung nach Artikel 8 für alle Einwohner des iranischen Reiches die gleichen Rechte gelten und in Artikel 9 allen Personen der Schutz des Lebens, Eigentums und ihrer Ehre zugestanden wird, sah die juristische Praxis anders aus. Keikhosrow Shahrokh, der als zoroastrischer Abgeordneter Dschamschid Bahman Dschamschidian nachfolgte und für mehrere Legislaturperioden die Interessen der Zoroastrier im Parlament vertrat, setzte sich vehement für eine aktive Gleichstellungspolitik ein. Ab 1921 arbeitete er eng mit Reza Khan, dem späteren Reza Schah Pahlavi, zusammen. Reza Khan hatte sich in seiner Zeit als Kriegsminister für die Zoroastrier in Yazd eingesetzt. Reza Khan hatte auf Anfrage von Keikhosrow Shahrokh angeordnet, dass es Zoroastriern gestattet sei, auf Eseln und Pferden zu reiten, was den Zoroastriern von der muslimischen Geistlichkeit nicht gestattet wurde. Der Armeekommandant von Yazd wurde angewiesen, gegen Zuwiderhandlungen vorzugehen, da alle Iraner dieselben Rechte hätten.

### Pahlavis (1926–1979)
Unter der Regierung der Pahlavis setzte sich eine tolerantere Haltung im Iran durch. Einer der ersten bekannten Zoroastrier, der auf politische Ebene aktiv gegen die Diskriminierung kämpfte, war Keikhosrow Shahrokh. Er umging zunächst bei Kindern durch die Einführung einer Schuluniform in der zoroastrischen Schule in Kerman die für Zoroastrier geltenden Kleidungsregeln. Die diskriminierende Kleidungsordnung für Erwachsene wurde 1926 unter Reza Schah abgeschafft.
Im Jahr 1927 wurde ein Gesetz erlassen, das weltlichen Gerichten die Urteilskompetenz über Straftaten zubilligte, und 1931 wurden die Artikel der Strafprozessordnung aufgehoben, die sich auf die Gerichtsbarkeit islamischer Rechtsgelehrter bezogen. Ab diesem Zeitpunkt waren die islamischen Rechtsgelehrten in der Rechtsprechung vollständig durch staatliche Gerichte verdrängt worden, was zu einem Ende der rechtlichen Diskriminierung der Zoroastrier führte. 1933 wurde ein Gesetz verabschiedet, das den Zoroastriern die Möglichkeit der Ausgestaltung eines eigenen Familien- und Erbrechts einräumte. Ab diesem Zeitpunkt war es auch untersagt, die Zoroastrier als 'unrein' (najes) zu bezeichnen und ihnen beim Einkauf das Berühren von Obst oder Gemüse sowie von Wasser zu verbieten.
Die iranischen Zoroastrier waren unter den eindeutigen Gewinnern der Pahlavi-Schahs. Der Diskriminierungsdruck ließ spürbar nach. Zoroastrier stiegen in hohe Positionen staatlicher Instituten und des Militärs auf. Farhad Mehr stieg bis zum Repräsentanten des Iran bei der OPEC, Vorstandsvorsitzender der staatlichen Versicherungsgesellschaft und Kanzler der Universität Schiraz auf. Nach Schätzungen aus dem Jahr 1978 waren die Zoroastrier die wohlhabendste religiöse Gruppe des Iran.

### Islamische Republik Iran (1979 – heute)
Seit der Islamischen Revolution durch Ajatollah Chomeini im Jahr 1979 nimmt die soziale und berufliche Diskriminierung der Zoroastrier zu. Nach der Verfassung der Islamischen Republik Iran steht den Zoroastriern teilweise zwar die gesellschaftliche Anerkennung, politische Integration und Zuerkennung religiöser Rechte zu. Sie haben eine eigene Rechtsprechung im Familien-, Ehe-, Scheidungs- und Adoptionsrecht. Sie dürfen ihre Religion ausüben, solange sie nicht missionieren und gegen die islamische Gesellschaftsordnung verstoßen. Es gibt heute keine religiöse Verfolgung oder gewaltsam erzwungene Konversion. Jedoch soll das diskriminierende Erbrecht die Konversion zum Islam erreichen. Auch darf der zoroastrische Glaube nur im Privaten gelebt werden, religiöse Feiertage dürfen nur nach vorheriger Anmeldung und Durchsicht der Ansprachen begangen werden.
Die politischen, sozialen und kulturellen Veränderungen nach der islamischen Revolution betrafen vor allem zoroastrische Akademiker und Militärs, die aus ihren Stellungen gedrängt wurden. Höhere militärische Ränge sind den Zoroastriern verschlossen, ebenso wie Anstellungen in Schulen, Behörden oder anderen Einrichtungen des öffentlichen Sektors. 1998 forderte Farhang Mehr, zur Zeit der Regentschaft von Schah Mohammad Reza Pahlavi stellvertretender Premierminister und Kanzler der Universität Schiras, den damaligen Präsidenten Mohammad Chatami auf, die Politik der Diskriminierung zu beenden, was allerdings zu keinen Veränderungen führte.
Das nach der Islamischen Revolution an der Scharia ausgerichtete, neu gefasste Strafrecht gilt auch für Nichtmuslime, die allerdings in mancher Hinsicht eine Sonderstellung einnehmen. So ist der Geschlechtsverkehr einer Muslimin mit einem Andersgläubigen strafrechtlich mit Inzest und Vergewaltigung gleichgestellt. Auch die Rückkehr zur traditionellen Erbfolgeregelung bevorzugt Muslime. Konvertiert ein Mitglied einer zoroastrischen Familie zum Islam, erbt er das gesamte nachgelassene Vermögen; seine Geschwister erben als Ungläubige nichts.